# Batlagundu

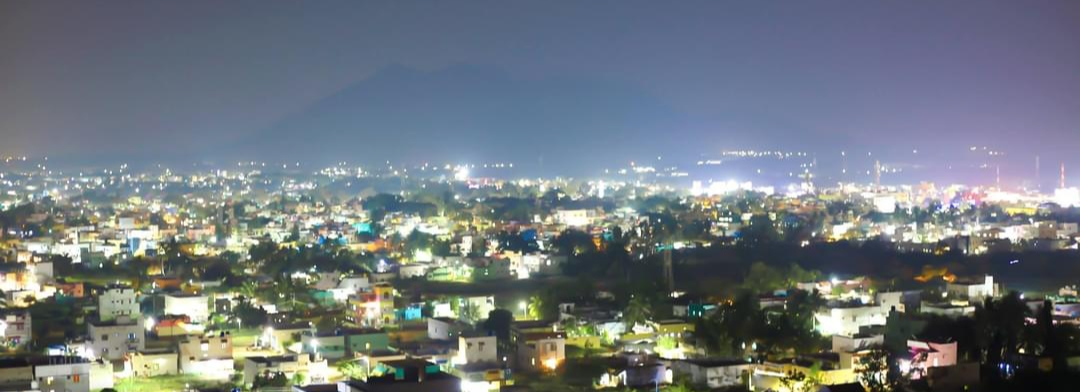
Nachtelijk uitzicht op Batlagundu.

Batlagundu is een panchayatdorp in het district Dindigul van de Indiase staat Tamil Nadu.

## Demografie
Volgens de Indiase volkstelling van 2001 wonen er 22.007 mensen in Batlagundu, waarvan 51% mannelijk en 49% vrouwelijk is. De plaats heeft een alfabetiseringsgraad van 76%. 